# Рот (Нижний Рейн)
Рот (фр. Rott) — коммуна на северо-востоке Франции в регионе Гранд-Эст (бывший Эльзас — Шампань — Арденны — Лотарингия), департамент Нижний Рейн, округ Агно-Висамбур, кантон Висамбур. До марта 2015 года коммуна административно входила в состав упразднённого кантона Ширмек (округ Мольсем).
Площадь коммуны — 3,24 км², население — 484 человека (2006) с тенденцией к стабилизации: 476 человек (2013), плотность населения — 146,9 чел/км².

## Население
Население коммуны в 2011 году составляло 467 человек, в 2012 году — 472 человека, а в 2013-м — 476 человек.
| 1962 | 1968 | 1975 | 1982 | 1990 | 1999 | 2006 | 2008 | 2011 | 2012 | 2013 |
| ---- | ---- | ---- | ---- | ---- | ---- | ---- | ---- | ---- | ---- | ---- |
| 358  | 348  | 371  | 415  | 433  | 414  | 484  | 474  | 467  | 472  | 476  |

Динамика населения:

## Экономика
В 2010 году из 305 человек трудоспособного возраста (от 15 до 64 лет) 236 были экономически активными, 69 — неактивными (показатель активности 77,4 %, в 1999 году — 74,6 %). Из 236 активных трудоспособных жителей работали 218 человек (127 мужчин и 91 женщина), 18 числились безработными (6 мужчин и 12 женщин). Среди 69 трудоспособных неактивных граждан 12 были учениками либо студентами, 28 — пенсионерами, а ещё 29 — были неактивны в силу других причин.

## Достопримечательности (фотогалерея)

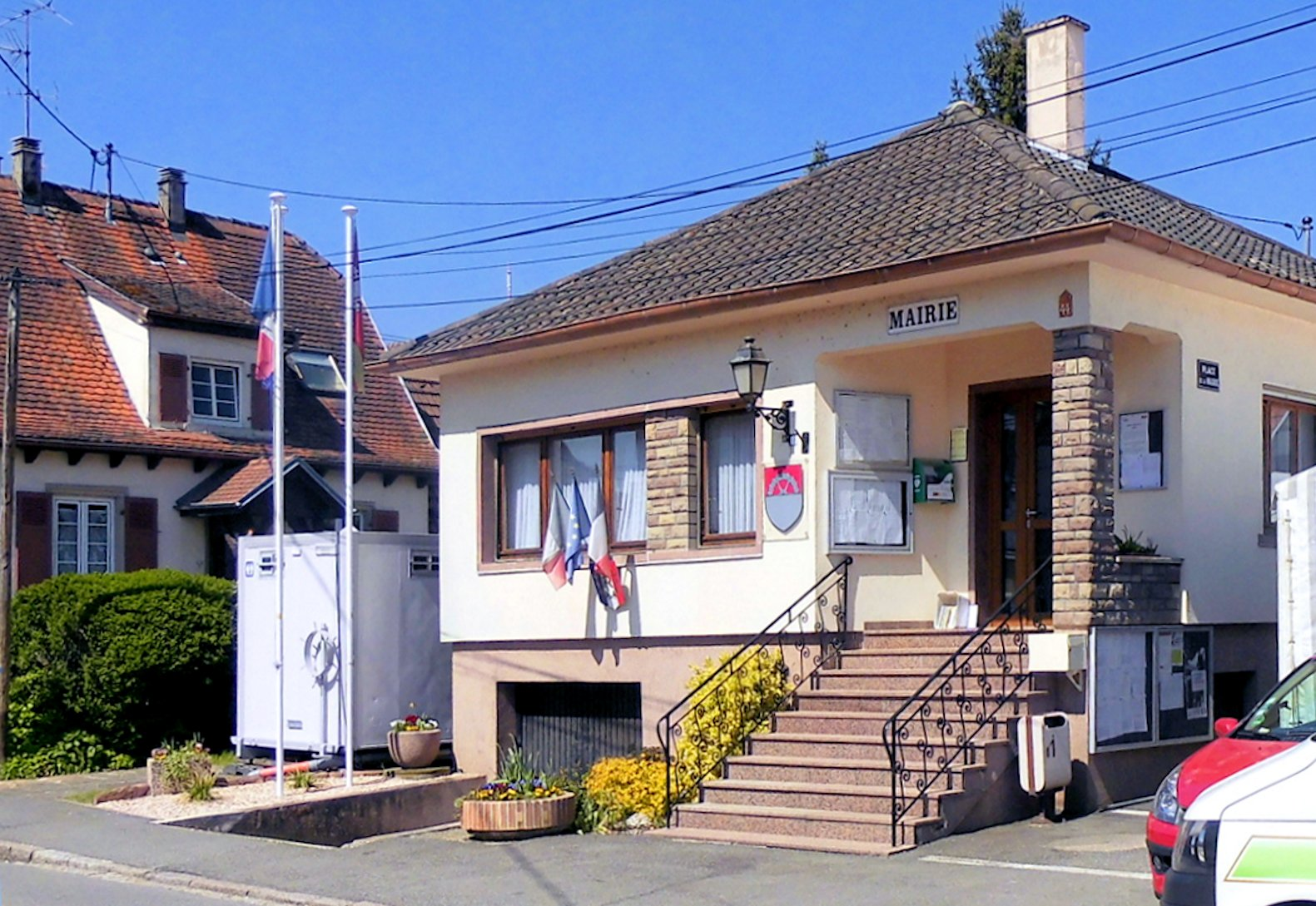
Здание мэрии
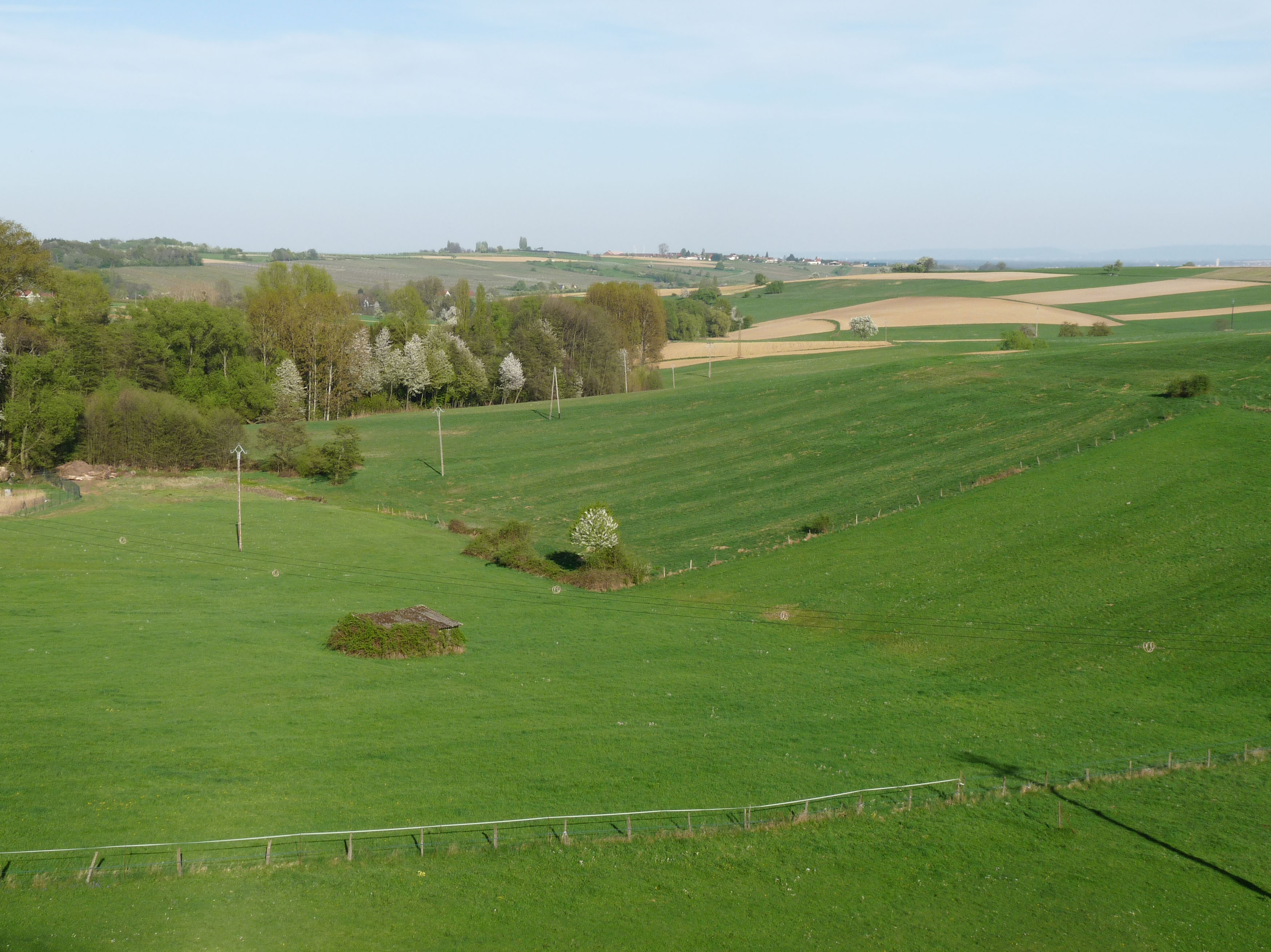
Луга вокруг коммуны Рот